# Sideridis
Sideridis is een geslacht van nachtvlinders uit de familie Noctuidae.

## Soorten
- S. africana (Berio, 1977)
- S. albicolon Sepp, 1786
- S. anapheles Nye, 1975
- S. arcanus Hreblay & Plante, 1995
- S. bombycia (Eversmann, 1856)
- S. codyi Hulstaert, 1924
- S. congermana Morrison, 1874
- S. chersotoides Wiltshire, 1956
- S. cholica (Hampson, 1905)
- S. dalmae (Simonyi, 2010)
- S. discrepans (Walker, 1865)
- S. egena (Lederer, 1853)
- S. elaeochroa (Hampson, 1919)
- S. eutherma Lower, 1901
- S. fraterna Moore, 1888
- S. herczigi Varga & Ronkay, 1991
- S. honeyi (Yoshimoto, 1989)
- S. implexa (Hübner, 1809)
- S. inanis Oberthür, 1880
- S. incommoda Staudinger, 1888
- S. inquinata Warren, 1913
- S. irkutica Sukhareva, 1979
- S. kitti (Schawerda, 1914)
- S. lampra (Schawerda, 1913)
- S. lohi (Noel, 1906)
- S. mandarina (Leech, 1900)
- S. marginata Köhler, 1947
- S. maryx (Guenée, 1852)
- S. palmillo Barnes, 1907
- S. palleuca Turner, 1930
- S. peculiaris (Staudinger, 1888)
- S. pseudoyu Rothschild, 1916
- S. remmi Kononenko, 1982
- S. reticulata

Gelijnde silene-uil (Goeze, 1781)
- S. rivularis

Gevorkte silene-uil Fabricius, 1775
- S. rosea Harvey, 1874
- S. satanella (Alphéraky, 1892)
- S. sericea Warren, 1915
- S. simplex Staudinger, 1889
- S. stoliczkana (Moore, 1878)
- S. suavina (Draudt, 1950)
- S. texturata (Alphéraky, 1892)
- S. tridens Köhler, 1947
- S. turbida

Tandjesuil (Esper, 1790)
- S. unica Leech, 1889
- S. unicolor (Alpheraky, 1889)
- S. vibicosa Turner, 1920
- S. vindemialis Guenée, 1852

### Foto's

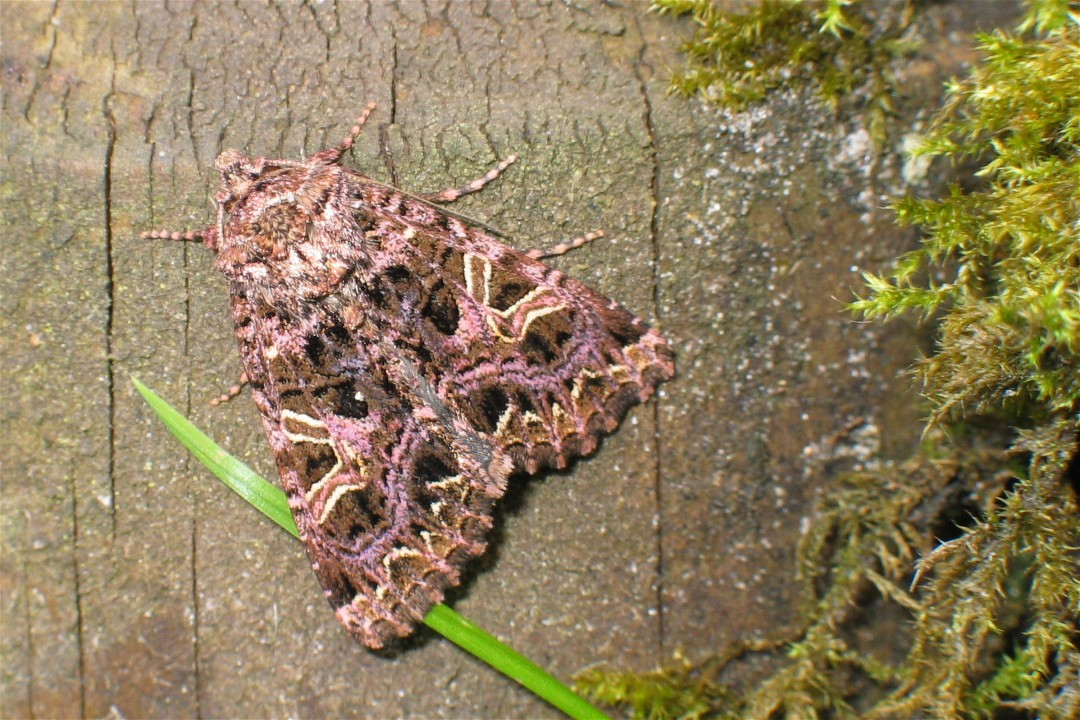
Sideridis rivularis Gevorkte silene-uil